# Lars-Arne Dannenberg
Lars-Arne Dannenberg (* 1971 in Greifswald) ist ein deutscher Historiker, Redakteur und Autor.

## Leben
Dannenberg studierte zunächst Rechtswissenschaften. Danach setzte er sein Studium in Mittlerer Geschichte sowie Wirtschafts- und Sozialgeschichte fort. Anschließend war er als Wissenschaftlicher Mitarbeiter an der Technischen Universität Dresden, der Heidelberger Akademie der Wissenschaften sowie der Sächsischen Akademie der Wissenschaften tätig. 2007 wurde Dannenberg mit einer Arbeit zum Thema Recht der Religiosen in der Dekretalistik des 12. und 13. Jahrhunderts an der TU Dresden zum Dr. phil. promoviert.
Dannenberg beschäftigt sich mit der Kirchen- und Rechtsgeschichte sowie insbesondere der Geschichte der Oberlausitz, Böhmens, Schlesiens und Sachsens.
Er ist seit dem 30. April 2022 Präsident der Oberlausitzischen Gesellschaft der Wissenschaften sowie Mitglied der Historischen Kommission des Sächsischen Adels, Mitglied der Facharbeitsgruppe Heimatpflege im Kulturbeirat des Kulturraumes Oberlausitz-Niederschlesien und des Kuratoriums der Stiftung Kulturwerk Schlesien.
2013 gründete er den Via Regia-Verlag und mit Matthias Donath das Zentrum für Kultur//Geschichte, das sich der Forschung, Ausstellungen, Publikationen und weiteren Aufgabenfeldern widmet.
Seit 2015 ist er gemeinsam mit Matthias Donath Herausgeber und Verleger der Sächsischen Heimatblätter. Außerdem ist er Herausgeber und Redakteur des Neuen Lausitzischen Magazins. Dannenberg lebt in Königsbrück.

## Publikationen (Auswahl)
- Das Erbe der Reformation im östlichen Europa. Hrsg. mit Matthias Donath. Deutsches Kulturforum östliches Europa, Potsdam 2017.
- Schlösser in der mittleren und westlichen Oberlausitz. Via Regia Verlag, Meißen 2016.
- Heimat bleibt. Vertriebene Familien kehren zurück. Begleitbuch zur Ausstellung. Edition Sächsische Zeitung, Meißen 2016.
- Rote Sparren auf blauem Grund. Die Familie von Breitenbuch (Breitenbauch) in Sachsen und Thüringen. Via Regia Verlag, Meißen 2016 (= Adel in Sachsen. Bd. 8).
- Sagen, Mythen und Märchen aus dem Osten. Deutsches Kulturgut bewahren. Hrsg. mit Jens Baumann und Matthias Donath. Bernstadt a. d. Eigen 2016.
- Schwarz und Gold: Die Familie von Watzdorf in Thüringen, Sachsen und Schlesien. Via Regia Verlag, Meißen 2015 (= Adel in Sachsen. Bd. 6).
- Rotgrüne Löwen. Die Familie von Schönberg in Sachsen. Via Regia Verlag, Meißen 2014 (= Adel in Sachsen. Bd. 4).
- Luthers Erbe in der Oberlausitz, Nordböhmen und Niederschlesien. Schlesisch-Oberlausitzer Museumsverbund, Reichenbach 2014.
- Oberlausitzer Mythen. Edition Obersächsische Zeitung, Meißen 2012.
- Das Recht der Religiosen in der Kanonistik des 12. und 13. Jahrhunderts. Lit-Verl., Berlin/Münster 2008.
- Schlösser in der Oberlausitz. Redaktions- und Verl.-Ges. Elbland, Meißen 2008.